# هووزد (ناحیه پروستییوف)
هووزد (به چکی: Hvozd) یک منطقهٔ مسکونی در جمهوری چک است که در ناحیه پروستییوو واقع شده‌است.
 هووزد ۱۲٫۳۷ کیلومتر مربع مساحت و ۶۵۸ نفر جمعیت دارد و ۵۰۲ متر بالاتر از سطح دریا واقع شده‌است.